# 黃純一
黃純一（英語：Elize Wong Shun Yat，2007年1月26日—），香港女子劍擊運動員。她正就讀於浸會大學附屬王錦輝中小學，並於2023年正式轉為全職運動員。

## 簡歷
黃純一於2022年開始嶄露頭角，首次打入香港本地賽事頭三，並於同年首次參加由國際劍擊總會於泰國舉辦的青少年世界盃賽事，打入八強。
2023年為其大豐收的一年，先以15歲之齡奪得香港劍擊總會舉辦的分齡劍擊錦標賽少年組(U17)冠軍，令其香港少年組排名晉佔第一；於三月舉行的亞洲青少年劍擊錦標賽少年組奪得個人銀牌及團體銀牌。
2023年4月，首次到歐洲參與世界青少年劍擊錦標賽，技驚四座，最終打入四強，以一劍之微見負於英國對手，於少年組(U17)奪得一面銅牌，成為香港女子花劍隊首位於世界青少年劍擊錦標賽花劍項目奪得獎牌的運動員，締造香港歷史。
2023年5月，於20歲以下劍擊錦標賽少年組(U17)再次奪冠成功衛冕及於青年組(U20)奪得第三，為其首次於U20賽事取得獎牌。
2023年7月﹐成功於香港舉行的亞洲少年巡迴賽勇奪冠軍，為其首次於是項賽事奪得冠軍。
2023年12月，參加由國際劍擊總會於泰國舉辦的青少年世界盃賽事，雖個人賽成績一般，但於團體賽夥拍陳諾思、劉一衡及莊韻諺，一路過關斬將下，包括擊敗世界冠軍美國隊，殺入決賽，雖不敵意大利，但仍能奪得團體亞軍，為其首次於國際劍擊總會世界盃賽事中奪得獎牌。
2024年1月，首次於成年組國際劍擊總會世界盃賽事中突破分組賽，於劍擊世界盃法國巴黎站闖入初賽淘汰賽，雖然最終功虧一簣，未能闖入正賽，但仍創下個人於成年組劍擊世界盃賽事最佳成績。
2024年5月，於劍擊大獎賽中國上海站躋身正賽64強，為個人於成年組國際劍擊總會大獎賽賽事中首次闖入正賽賽事。
2024年7月，於中銀香港青少年公開劍擊錦標賽青年組奪冠，為其首次於青年組賽事奪冠。
2024年9月，於康樂及文化事務署公開劍擊錦標賽闖入4強，為其首次於本地成年組賽事奪得獎牌。

## 主要賽事參賽紀錄
| 比賽日期  | 賽事名稱                       | 舉辦機構          | 地點               | 成績                          |
| --------- | ------------------------------ | ----------------- | ------------------ | ----------------------------- |
| Dec 2022  | 青少年劍擊世界盃               | 國際劍擊總會(FIE) | 泰國曼谷           | 八強                          |
| Jan 2023  | 分齡劍擊錦標賽                 | 中國香港劍擊總會  | 香港               | 少年組(U17)冠軍               |
| Mar 2023  | 亞洲青少年劍擊錦標賽           | 國際劍擊總會(FIE) | 烏茲別克塔什干     | 少年組(U17)個人亞軍及團體亞軍 |
| Mar 2023  | 劍擊世界盃                     | 國際劍擊總會(FIE) | 南韓首爾           | 分組賽                        |
| Apr 2023  | 世界青少年劍擊錦標賽           | 國際劍擊總會(FIE) | 保加利亞普羅夫迪夫 | 少年組(U17)個人季軍           |
| May 2023  | 劍擊世界盃                     | 國際劍擊總會(FIE) | 中國上海           | 分組賽                        |
| May 2023  | 二十歲以下劍擊錦標賽           | 中國香港劍擊總會  | 香港               | 少年組(U17)冠軍               |
| May 2023  | 二十歲以下劍擊錦標賽           | 中國香港劍擊總會  | 香港               | 青年組(U20)季軍               |
| July 2023 | 亞洲少年巡迴賽                 | 亞洲劍擊總會      | 香港               | 冠軍                          |
| Dec 2023  | 青少年劍擊世界盃               | 國際劍擊總會(FIE) | 泰國               | 團體亞軍                      |
| Jan 2024  | 劍擊世界盃                     | 國際劍擊總會(FIE) | 法國巴黎           | 初賽淘汰賽64強                |
| May 2024  | 劍擊世界盃                     | 國際劍擊總會(FIE) | 中國上海           | 正賽64強 (最終排名：62)       |
| July 2024 | 中銀香港青少年公開劍擊錦標賽   | 中國香港劍擊總會  | 香港               | 冠軍                          |
| Sep 2024  | 康樂及文化事務署公開劍擊錦標賽 | 中國香港劍擊總會  | 香港               | 季軍                          |
| Jan 2025  | 分齡劍擊錦標賽                 | 中國香港劍擊總會  | 香港               | 青年組季軍                    |
| June 2025 | 二十歲以下劍擊錦標賽           | 中國香港劍擊總會  | 香港               | 青年組(U20)季軍               |
| Aug 2025  | 香港青少年公開劍擊錦標賽       | 中國香港劍擊總會  | 香港               | 青年組(U20)冠軍               |